# Jogonalan
Jogonalan är en ort i Indonesien.   Den ligger i provinsen Jawa Tengah, i den västra delen av landet, 400 km öster om huvudstaden Jakarta. Jogonalan ligger 223 meter över havet och antalet invånare är 28 114.
Terrängen runt Jogonalan är platt åt sydost, men åt nordväst är den kuperad. Runt Jogonalan är det mycket tätbefolkat, med 1 095 invånare per kvadratkilometer. Närmaste större samhälle är Klaten, 7,7 km öster om Jogonalan. Omgivningarna runt Jogonalan är en mosaik av jordbruksmark och naturlig växtlighet.